# Megacyllene costaricensis
Megacyllene costaricensis es una especie de escarabajo longicornio del género Megacyllene, tribu Clytini, subfamilia Cerambycinae. Fue descrita científicamente por Thomson en 1861.

## Descripción
Mide 17 milímetros de longitud.

## Distribución
Se distribuye por Costa Rica.